# Богољуб Вукајловић Лала
Богољуб Вукајловић — Лала (Бобота, код Вуковара, 25. мај 1921 — Громачник, код Славонског Брода, март 1943) био је учесник Народноослободилачке борбе и народни херој Југославије.

## Биографија
Рођен је 25. маја 1921. године у Боботи код Вуковара. Пре Другог светског рата бавио се земљорадњом. Године 1940, у село је стигао комуниста Ђоко Патковић, који је основао омладинску организацију и читаоницу „Срп и чекић“. Међу похађачима је био и Богољуб Вукајловић. Почетком 1941. године, постао је члан Савеза комунистичке омладине Југославије.
Након окупације Југославије 1941, помогао је Патковићу при убиству двојице усташа, који су надгледали вршидбу пшенице и сакупљали жито за немачку војску. Богољуб је избегао усташкој одмазди у којој је стрељано 30 сељака и још 30 одведено у логоре. После тога се повукао у илегалу.
Почетком 1942, изашао је из илегалности и отишао на Диљ гору, где се придружио диверзантској групи Другог славонског одреда. Тада је узео надимак Лала. Убрзо је постао десетар, а затим командир самосталног диверзантског вода. Вод је деловао претежито на железничкој пруги и путу Славонски Брод – Београд. У току 1942. године, Богољуб је са својим водом извршио преко двадесет диверзија на пруги. У децембру 1942. године, на железничкој станици у Винковцима дигао је у ваздух немачки транспортни воз. Члан Комунистичке партије Југославије постао је 1942. године.
Једне мартовске вечери 1943. године, диверзантска група је сазнала за немачки транспорт, који је ишао за Источни фронт, након чега је минирала пругу и напала воз. Група је отворила ватру на немачке војнике, али их је било превише, па је Богољуб наредио борцима повлачење и остао да им штити одступницу. Ускоро је био рањен, али је наставио с пружањем отпора све док га нису убили. Његово тело остало је да тамо лежи, па су ноћу дошли његови другови и сахранили га обронку код Бродских Зденаца.
Указом председника ФНР Југославије Јосипа Броза Тита 27. новембра 1953. проглашен је за народног хероја.